# Василевка (Очаковский район)
Василевка (укр. Василівка) — село, расположенное на берегу Днепровского залива Чёрного моря. Относится к Очаковскому району Николаевской области Украины. В 2022 году село временно оккупировано российскими войсками в ходе вторжения России на Украину.
Почтовый индекс — 57555. Телефонный код — 5154. Занимает площадь 1,433 км².

## Население
Население курорта по переписи 2001 года составляло 382 человек.

### Языковой состав
Родной язык населения по данным переписи 2001 года:
| Язык       | Численность, чел. | Доля     |
| ---------- | ----------------- | -------- |
| Украинский | 343               | 89,79 %  |
| Русский    | 39                | 10,21 %  |
| Итого      | 382               | 100,00 % |

## История

### Вторжение России
В 2022 году в ходе вторжения России на Украину село было временно оккупировано российскими войсками.
Единственное село наряду с Покровским и Покровкой, ныне оккупированное Россией в Николаевской области. 

## Местный совет
57555, Николаевская обл., Очаковский р-н, с. Покровка, ул. Морозовская, 22